# Slavenschip

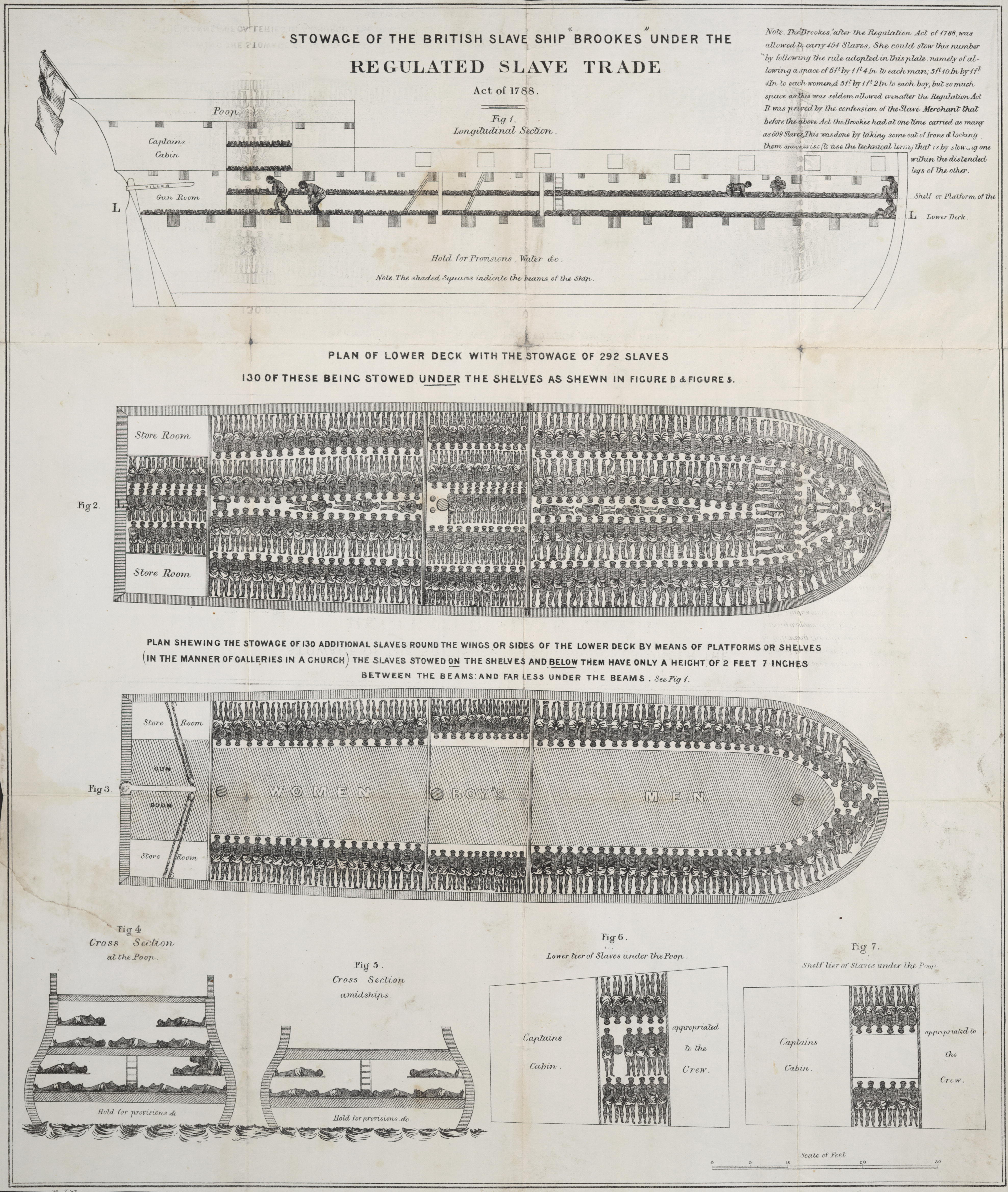
Dwarsdoorsnede van een slavenschip, dat het maximaal aantal slaven illustreert volgens de Britse wetgeving van 1788.

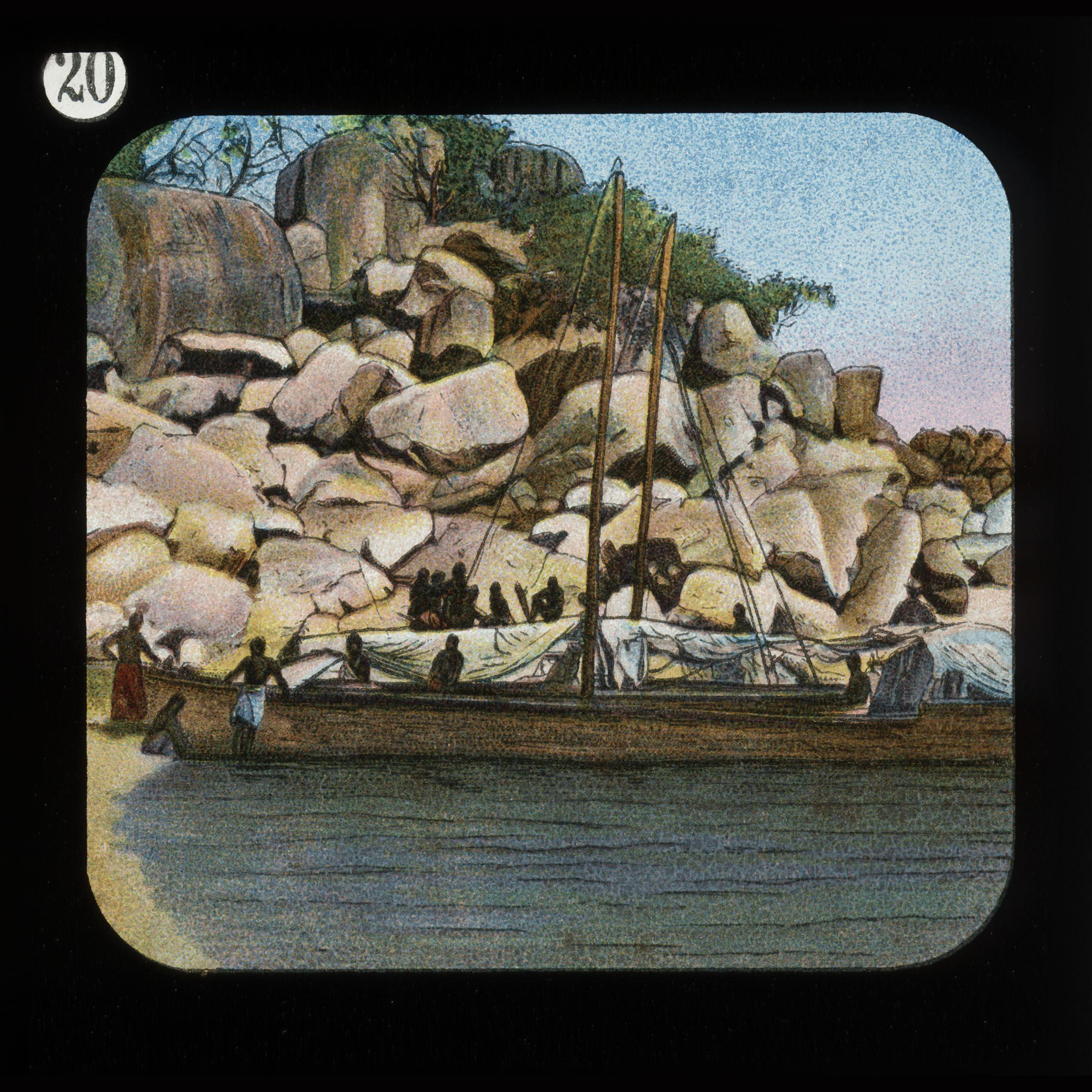
Slaven dhow uit een serie toverlantaarnplaten die het Londens Zendingsgenootschap rond 1900 produceerde over de waarnemingen van Livingstone.

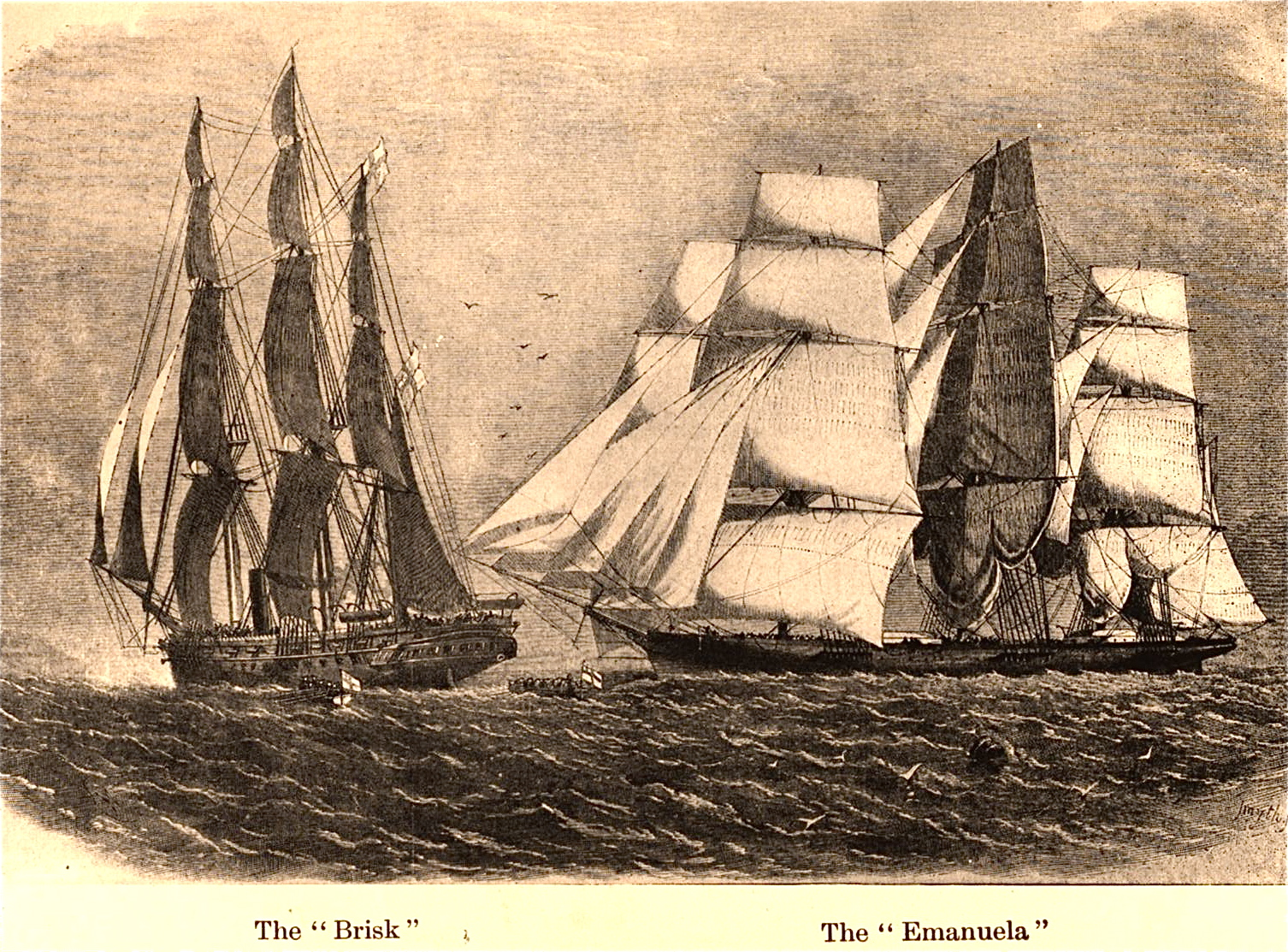
10 augustus 1860 vangst van het Chileense slavenschip de grote klipper Emanuela (ex. Sunny South) door de VK HMS Brisk in de Straat Mozambique met meer dan 800 slaven aan boord.

Een slavenschip was een vrachtschip dat was omgebouwd voor het transport van slaven, vooral voor de handel van Afrikaanse slaven naar het Amerikaanse continent.
De belangrijkste routes die deze schepen voeren waren van West en Centraal-Afrika naar Zuid-Amerika. De schepen speelden dus bijgevolg een cruciale rol in de trans-Atlantische slavenhandel die deel uitmaakte van de driehoekshandel. Eerst voeren de schepen naar Afrikaanse westkust om de slaven te kopen, vervolgens vertrok men naar de slavendepots in het Caribisch gebied. Daar werd de lading omgewisseld voor een vracht tafelsuiker of een ander handelsgewas dat naar het vaderland werd vervoerd. De routes die de schepen voeren sloten aan op de windrichting (passaten) van de Atlantische Oceaan. Ongeveer 11-14 miljoen Afrikanen zijn zo getransporteerd.
Bij de Arabische slavenhandel speelden slavenschepen een meer ondergeschikte rol. Veel slaven werden in kolonnes door de Sahara getransporteerd. Voor het transport van slaven over zee werd gebruik gemaakt van zogenaamde dhows.

## Leefomstandigheden
De leefomstandigheden voor de Afrikanen aan boord van deze schepen waren slecht. De kapitein en bemanning behandelden de slaven als vracht. Tijdens de overtocht van Afrika naar Amerika stierf gemiddeld 15-30% van de slaven waarbij 75% sterfte ook is voorgekomen. Hierbij moet in aanmerking worden genomen dat een rederij geen belang had bij (te) hoge sterftecijfers; de mensen waren immers winstgevende handelswaar. De oversteek duurde zes weken, maar een schip haalde zijn slaven vaak op meerdere plekken langs de Afrikaanse kust waardoor de reistijd voor sommige slaven langer duurde. Nadat de Afrikanen op de plaats van verkoop waren beland stierf gemiddeld nog zo'n 10% ten gevolge van ziekte en verzwakking.
De slaven werden aan boord met velen "opgeslagen" in het laadruim waardoor ziekten welig konden tieren. Eén schip kon tot meer dan 800 slaven herbergen. Er was niet veel ruimte meer over voor proviand. Hierdoor was er soms weinig te eten en drinken voor de slaven. Bij een reis in 1781 van het slavenschip Zong werden vanwege watertekort 142 slaven in zee geworpen. In 1788 voerden de Britten mede door deze ramp wetgeving in na om het maximaal toegestane aantal slaven te reguleren afhankelijk van het tonnage. Het deed zich ook voor dat, als het schip schipbreuk leed, de geketende Afrikanen mee vergingen.

## Opstanden
Op veel slavenschepen ging een zogenaamde Bomba mee. Dit was een Afrikaanse opzichter die er voor diende te zorgen dat de slaven rustig bleven. Hij moest opstanden zo vroeg mogelijk opmerken zodat die op tijd gesmoord konden worden.
Soms kwamen slaven toch in opstand. Aan boord van Nederlandse slavenschepen hebben zich zo'n 300 geregistreerde opstanden voorgedaan, waarvan vier grote. Deze opstanden zijn altijd neergeslagen op één keer na. De opstand op de Vigilante in 1780 is (voor zover bekend) de enige opstand geweest op een Nederlands slavenschip waarbij het slaven lukte de macht over te nemen.
Een bekende opstand is de Amistadopstand aan boord van het illegale Spaanse slavenschip La Amistad in 1839, waarover in 1841 een rechtszaak was, over de opstand en het vervolg is in 1997 een film gemaakt, en van het schip is in 2000 een replica gebouwd.

## Afschaffing van slavenhandel en slavenscheepvaart
De Engelsen schaften de slavenhandel af in 1807 en Nederland in 1814. Het kwam wel nog voor dat er illegale slavenhandel werd gedreven met slavenschepen, die zeer compact werden gebouwd om vijandelijke schepen te ontvluchten, nog meer ten nadele van de slaven.
Naar de zuidoostkust van midden Noord-Amerika voeren tot 1861 de Zuidelijke Verenigde Staten en daarna tot 1865 de Geconfedereerde Staten van Amerika met slavenschepen, tevens werden er met schepen onder de vlag van andere landen slaventransporten naar de oost- en zuidkust van deze regio uitgevoerd. De slavernij werd Verenigde Staten pas in het hele land afgeschaft na de Amerikaanse Burgeroorlog na de overwinning van de Unie op de Confederatie met het Dertiende amendement van de Grondwet dat op 18 december 1865 in werking trad, daarmee kwam er ook een einde aan de legale ontvangst van slaventransporten per schip in de regio.

## Bekende slavenschepen
- Leusden
- Meermin
- Clotilda
- Neptunus
- La Amistad